# Machaeranthera asteroides
Machaeranthera asteroides là một loài thực vật có hoa trong họ Cúc. Loài này được (Torr.) Greene mô tả khoa học đầu tiên năm 1896.